# Мальта (Іллінойс)
Мальта (англ. Malta) — селище (англ. village) в США, в окрузі Декальб штату Іллінойс. Населення — 1143 особи (2020).

## Географія
Мальта розташована за координатами 41°55′46″ пн. ш. 88°51′58″ зх. д. / 41.92944° пн. ш. 88.86611° зх. д. (41.929440, -88.865991).  За даними Бюро перепису населення США в 2010 році селище мало площу 1,57 км², з яких 1,49 км² — суходіл та 0,09 км² — водойми.

## Демографія
Згідно з переписом 2010 року, у селищі мешкали 1164 особи в 423 домогосподарствах у складі 303 родин. Густота населення становила 740 осіб/км².  Було 455 помешкань (289/км²).
Расовий склад населення:
| - 96,7 % — білих - 0,4 % — азіатів - 0,2 % — чорних або афроамериканців - 0,1 % — корінних американців |

До двох чи більше рас належало 2,0 %. Частка іспаномовних становила 5,7 % від усіх жителів.
За віковим діапазоном населення розподілялося таким чином: 28,5 % — особи молодші 18 років, 61,1 % — особи у віці 18—64 років, 10,4 % — особи у віці 65 років та старші. Медіана віку мешканця становила 31,8 року. На 100 осіб жіночої статі у селищі припадало 95,3 чоловіків;  на 100 жінок у віці від 18 років та старших — 99,5 чоловіків також старших 18 років.
Середній дохід на одне домашнє господарство  становив 58 898 доларів США (медіана — 56 667), а середній дохід на одну сім'ю — 65 017 доларів (медіана — 65 750). Медіана доходів становила 49 063 долари для чоловіків та 35 750 доларів для жінок. За межею бідності перебувало 15,1 % осіб, у тому числі 22,8 % дітей у віці до 18 років та 3,5 % осіб у віці 65 років та старших.
Цивільне працевлаштоване населення становило 474 особи. Основні галузі зайнятості: освіта, охорона здоров'я та соціальна допомога — 13,7 %, транспорт — 12,7 %, роздрібна торгівля — 11,2 %, оптова торгівля — 10,3 %.